# Charles Pasqua
Charles Pasqua (; n. 18 aprilie 1927, Grasse, Alpes-Maritimes, Franța – d. 29 iunie 2015, Suresnes, Île-de-France, Franța) a fost un om politic francez, membru al Parlamentului European în perioada 1999-2004 din partea Franței. 